# Let There Be Love (Simple Minds)
Let There Be Love è un singolo del gruppo musicale britannico Simple Minds, il primo estratto dall'album Real Life nel 1991.
Il brano divenne un grande successo internazionale, specie in Italia, dove raggiunse il primo posto della classifica.

## Classifiche
| Classifica (1991) | Posizione massima |
| ----------------- | ----------------- |
| Australia         | 15                |
| Belgio (Fiandre)  | 4                 |
| Danimarca         | 7                 |
| Europa            | 9                 |
| Francia           | 23                |
| Germania          | 16                |
| Grecia            | 10                |
| Irlanda           | 5                 |
| Italia            | 1                 |
| Nuova Zelanda     | 48                |
| Paesi Bassi       | 7                 |
| Regno Unito       | 6                 |
| Spagna            | 14                |
| Svezia            | 9                 |
| Svizzera          | 7                 |